# Артур Кестлер
Арту́р Ке́стлер (англ. Arthur Koestler, 1905—1983) — британський письменник і журналіст, уродженець Угорщини, єврейського походження. Найвідоміший його роман «Ніч ополудні» (1940) про епоху «великого терору» у СРСР 1930-х років. Писав статті для Британської енциклопедії.

## Біографія

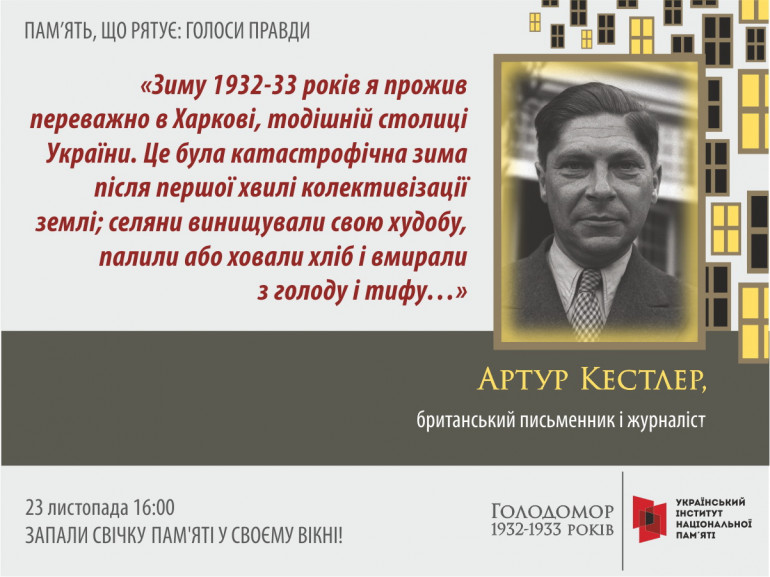
Постер проекту «Пам'ять, що рятує: голоси правди»

Кестлер народився в Будапешті 5 вересня 1905 року. У 1920 році його сім'я переїхала до Відня, де він вступив до політехнічного університету. Там приєднався до молодіжної сіоністської організації. 1925 року, перед закінченням університету, Кестлер несподівано вирішив поїхати в Палестину, спалив свою залікову книжку і прибув до Палестини в 1926 році. Там до 1929 року він був кореспондентом німецького видавничого концерну Ullstein, у 1929—1930-х працював у Парижі.
1931 року переїхав до Берліну, де став науковим редактором газети «Vossische Zeitung». Того ж року він здійснив на німецькому дирижаблі «Граф Цеппелін» політ до Північного полюса. Захопився комуністичною ідеологією і в грудні 1931 року вступив до Комуністичної партії Німеччини.
У середині 1930-х років письменник здійснив велику подорож по Центральній Азії і рік прожив у Радянському Союзі.
Після приходу нацистів до влади в Німеччині у вересні 1933 року повернувся до Парижу, де писав пропагандистські статті під керівництвом Віллі Мюнценберга. Під час громадянської війни в Іспанії двічі відвідував цю країну. У 1937 році, під час другого візиту, заарештований франкістами й засуджений до смертної кари за звинуваченням у шпигунстві. Кестлер провів п'ять місяців у камері смертників і потім був обміняний на дружину франкістського льотчика-аса. Багато в чому час, проведений в очікуванні страти разом із іншими засудженими (багато з яких були страчені), визначив боротьбу письменника за скасування смертної кари в Англії. Свої погляди виклав у книзі «Роздуми про шибеницю».
«Великий терор» у СРСР став причиною виходу Кестлера із компартії у 1938 році. Після початку Другої світової війни був інтернований французькою владою і звільнений лише на початку 1940 року, після чого вступив до Французького іноземного легіону, евакуювався з ним до Північної Африки, дезертирував, дістався Лісабону, а звідти вилетів до Великої Британії, де провів шість тижнів у в'язниці за незаконний в'їзд до країни.
Після звільнення Кестлер вступив добровольцем до британської армії. Його направили в саперну частину. Раз на тиждень він приїжджав до Лондону для участі в пропагандистських радіопередачах німецькою мовою, писав листівки для німецьких солдатів, виступав із лекціями про природу тоталітаризму. Ночами заступав на чергування під час повітряних тривог і водив санітарну машину.
У 1941 році Кестлер опублікував у Великій Британії роман «Ніч ополудні» (Darkness at Noon), де продемонстрував сприйняття іноземцями внутрішнього життя СРСР, чий міжнародний престиж невідворотно зруйнував сталінський терор.
У 1942 році Кестлер почав працювати у Міністерстві інформації, для якого писав памфлети й сценарії документальних фільмів, виступав на Бі-бі-сі.
Кестлер — найвідоміший прихильник ідеї про те, що європейські євреї ашкеназі походили не від євреїв, що переселилися із Палестини і Вавилонії, а від тюркського народу хозар, що жили в дельті Волги.
Наприкінці життя Кестлер займався вивченням процесу наукового мислення. Став ініціатором та ідеологом руху «Екзит», що підтримує право людини ухвалити рішення і піти з життя (евтаназію).
Кестлер, котрий довгий час страждав від хвороби Паркінсона і лейкозу, наклав на себе руки 2 березня 1983 року в Лондоні, прийнявши смертельну дозу снодійного (смерть настала наступного дня).

## Вибрані твори

### Романи
- Гладіатори / The Gladiators (1939)
- Ніч ополудні / Darkness at Noon (1940, опублікована у США у 1978, в СРСР у 1988, в Україні у 1991 році)
- Прибуття та відбуття / Arrival and Departure (1943)
- Злодії вночі / Thieves in the Night (1946)
- Століття жадання / The Age of Longing, (1951)

### Документальна проза
- Білі ночі і червоні дні / Von Weissen Nächten und Roten Tagen (1933)
- Іспанське свідоцтво / Ein Spanisches Testament (1937)
- Діалог зі смертю / Dialogue with Death (1941)
- Автобіографія. Том перший. Небесна стріла / Arrow In The Blue: The First Volume Of An Autobiography, 1905-31 (1952
- Автобіографія. Том другий. Незримі письмена / The Invisible Writing: The Second Volume Of An Autobiography, 1932-40 (1954)
- Роздуми про шибеницю / Reflections on Hanging (1956)
- Тринадцяте коліно. Крах імперії хозар та її спадщина / The Thirteenth Tribe: The Khazar Empire and Its Heritage (1976)

### Переклади українською
- Артур Кестлер. Ніч ополудні. Переклад з німецької: В. Бендер // Дж. Орвелл, А. Кестлер. Ніч ополудні. Скотоферма / Переклад О. Дроздовського та В. Бендера. Київ: «Заповіт». 1991. 272 стор. ISBN 5-7707-1046-2 (Chtyvo [Архівовано 12 серпня 2016 у Wayback Machine.])
- Артур Кестлер. 1002 ніч, або Старо-Бухарський панопикум. Переклад з німецької: Євген Касяненко // Червоний шлях: громадсько-політичний і літературно-науковий місячник. — Харків: Державна друкарня, 1933. — № 5. — 104 с.: 73-84.
- Століття жадання / Артур Кестлер ; пер. з англ. Т. Скрипник. — Х. : Віват, 2018. — 480 с.[17]